# Clathria pyramida
Clathria pyramida är en svampdjursart som beskrevs av Arthur Dendy 1896. Clathria pyramida ingår i släktet Clathria och familjen Microcionidae. Inga underarter finns listade i Catalogue of Life.